# Wuchereria bancrofti
Wuchereria bancrofti is een rondworm uit de orde Spirurida. Het is een parasiet die leeft in de lymfeklieren van de mens. Deze rondworm is vernoemd naar de Portugees-Braziliaanse arts Otto Wucherer en de natuuronderzoeker Joseph Bancroft. 

## Besmetting
Deze microscopisch kleine rondworm leeft in de lymfebanen en veroorzaakt de ziekte filariasis.
Meer dan 120 miljoen mensen, voornamelijk in Afrika, Zuid-Amerika en andere tropische en subtropische landen zijn ermee besmet. De symptomen zijn het wanstaltig opzwellen van zachte weefsels, vooral in de benen. Het dier wordt door steekmuggen overgebracht.